# Fugenlaut

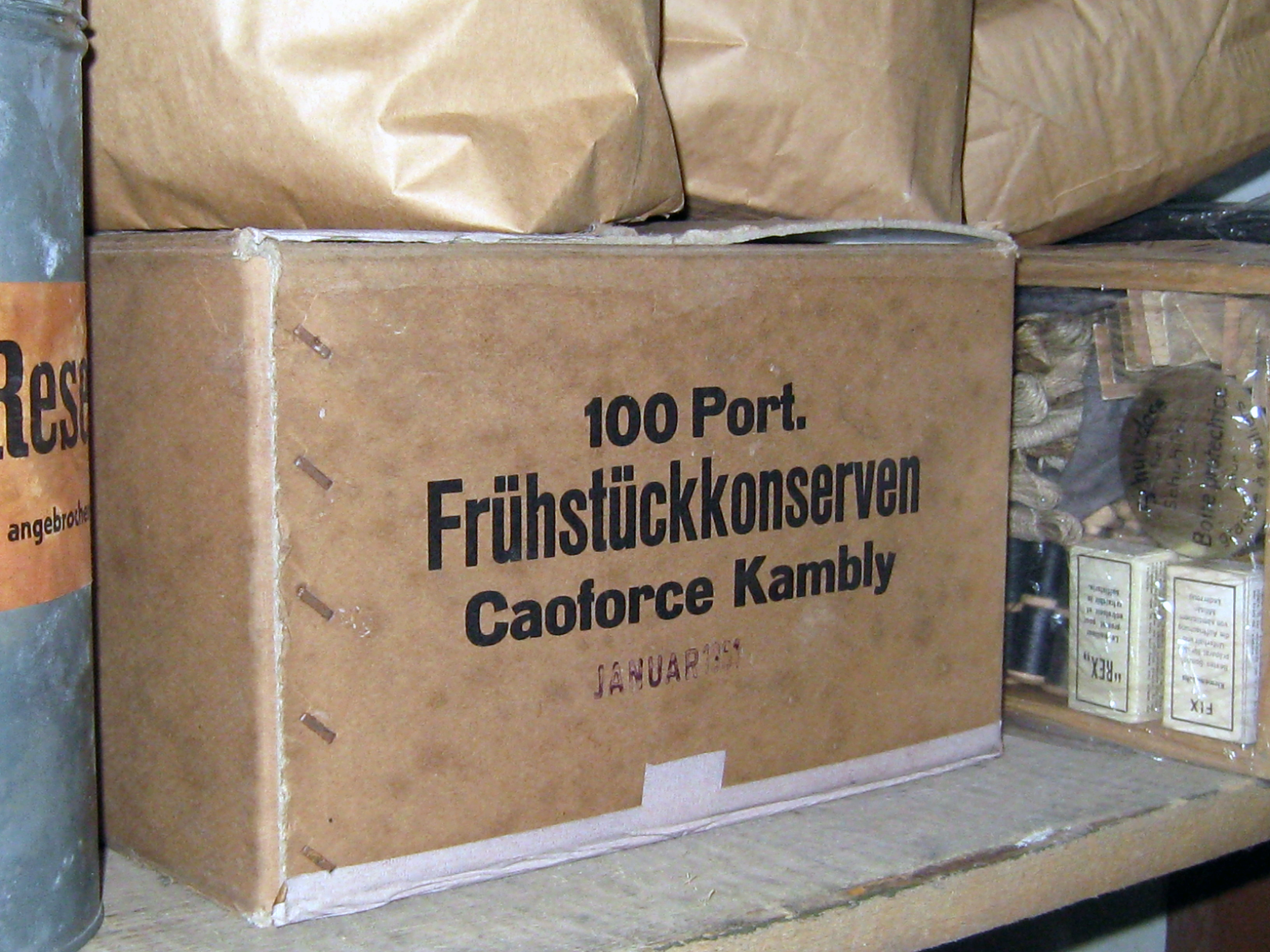
Kompositum ohne Fugen-s

Fugenlaute werden in der deutschen und einigen anderen Sprachen mehr oder weniger regelmäßig bei Wortzusammensetzungen (Komposita) sowie, seltener, bei Wortableitungen an den Nahtstellen (Fugen) eingefügt. Beispiele sind: Arbeit-s-zeit, Seite-n-zahl, Gelenk(-s-)rheumatismus (hier optional).
Die Bezeichnung Fugenlaut ist traditionell gängig, es kann sich aber um eine Einheit aus mehreren Lauten (im Sinne von Segmenten) handeln, z. B. -es in Tag-es-zeit. Alternative Bezeichnungen sind Fugenelement, Fugenzeichen, Fugenmorphem, Kompositionsfuge, Fusem. Die alternativen Bezeichnungen als „Laut“ oder als „Morphem“ zeigen an, dass der Status von Fugenelementen in der Sprachwissenschaft unterschiedlich bewertet wird.
Das Fugenelement kann als ein Spezialfall der Epenthese eingestuft werden, wenn im Vordergrund steht, dass ein zusätzlicher Laut in der Fuge erscheint. Wird das Fugenelement als Bestandteil mit einer Funktion für den Wortaufbau gesehen (also als Morphem), zählt es als Spezialfall eines Interfixes.

## Abgrenzung
Fugenelemente können bei diachronischer Betrachtung mit Flexionsendungen aus dem Plural (Mehrzahl) oder Genitiv (Wesfall) in Verbindung gebracht werden. Tatsächlich und somit synchron gesehen haben die Fugenelemente diese Bedeutung jedoch verloren: Zum Beispiel sind Gästehaus und Gasthaus einfach zwei verschiedene Ausdrucksformen desselben Begriffs; es geht dabei nicht um einen Unterschied darin, ob es einen oder mehrere Gäste aufnehmen kann. Im Kindergarten befinden sich zwar mehrere Kinder, während die Kindsmutter die Mutter eines bestimmten Kindes ist; aber nicht jede Kinderfrau und nicht jedes Kindermädchen hat sich um mehr als ein Kind zu kümmern. Ein Kirchenschiff ist ebenso wie ein Kirchturm ein Teil einer Kirche.

## Im Deutschen

### Bildung zusammengesetzter Wörter
Bei der Bildung zusammengesetzter Wörter im Deutschen erscheint der erste Teil in verschiedenen Formen:
- Das Vorderwort erscheint ohne Fugenelement als der gewöhnliche Wortstamm.
  - Beim Substantiv entspricht dies der Einzahlform: Haustür, Gasthaus
  - Beim Verb entspricht der Wortstamm einer Form ohne Endungen, die sonst kaum frei vorkommen kann: Rührgerät, Fahrgemeinschaft, Senkfuß (Senk-Knick-Spreizfuß)
- Das Vorderwort ist ein gekürzter Substantiv-Stamm, bei dem ein auslautendes -e wegfällt: Kronprinz, Seelsorger, … Das fehlende e wird gelegentlich als Subtraktionsfuge,[2] subtraktive Fuge[3] oder Schwundfuge bezeichnet.
- Das Vorderwort erscheint mit einem Fugenelement, das der Mehrzahlform gleicht: Kartenhaus, Gänsebraten, …
- Das Vorderwort erscheint mit einem Fugenelement, das einer Genitivform gleicht: Bundesbank, Verkehrszeichen usw. – Diese Fälle sind aus der Zusammenrückung zweier ursprünglich selbständiger Wörter entstanden („des Institúts Diréktor“ → der Institútsdirektor).
- Ebenso stehen in der Genitivform die Vorderwörter von Bildungen wie keinesfalls, nötigenfalls usw. Auch sie sind ursprünglich Zusammenziehungen (aus „keines Fall[e]s“, „nötigen Fall[e]s“ usw.).
- Schließlich steht manchmal ein reiner Fugenlaut zwischen Vorder- und Hinterwort: Mauseloch u. Ä. Dieser Fall findet sich auch bei Wörtern, die keine Komposita, sondern Wortableitungen sind:  eigentlich, wesentlich, aber morgendlich (!), hoffentlich (aus *hoffend-lich) uvam. – All dies entstammt einesteils Aussprache-Erleichterungen oder anderenteils einem „parasitären“ -t (/-d) (wie in „Saf-t“, aus althochdeutsch “saf”).
- In seltenen Fällen verändert die Dativform des Vorderworts nach dem Einfügen des Fugenlautes t ihre Gestalt: meinetwegen, deinetwegen usw. (aus „von meinentwegen“, „von deinentwegen“ usw.).[4]
- Das Fugen-s, auch Binde-s genannt, ist der häufigste Fugenlaut und gleicht oft der Genitivform des Vorderworts. Es erscheint jedoch auch bei Wörtern, die gar kein Genitiv-s kennen, beispielsweise Wohnungsmiete, Hochzeitskleid, Liebeslied, Abfahrtszeit, Arbeitsamt.

### Übersicht deutscher Fugenelemente
In der deutschen Sprache ist das Vorkommen von Fugenelementen besonders ausgeprägt, während es im Englischen auf s beschränkt ist. Deutsche Fugenelemente sind: -e-, -s-, -es-, -n-, -en-, -er-, -ens-.
Das Fehlen eines segmentierbaren Fugenelements wird häufig aus systematischen Gründen als „Nullfuge“ (auch: „-ø-Fuge“) bezeichnet und der Liste der Fugenelemente hinzugefügt. In der Literatur finden sich dann Notationen wie: „Haus-ø-tür“, „Tisch-ø-decke“, „Wald-ø-weg“. Da Fugenelemente keinerlei morphologische Merkmale tragen, fallen sie aber dennoch nicht unter Standarddefinitionen des Nullmorphems.
Fasst man rein lautliche Erscheinungen ebenfalls als Fugen auf, kann man ergänzen: -o- (nur bei Konfixkomposita) und -i- (sehr selten). Die Liste kann um vergleichbare Phänomene bei Ableitungen ergänzt werden, etwa um -t- (willen-t-lich).
Je ein Beispiel in der angegebenen Reihenfolge:
Hundeleine, Ansichtskarte, Freundeskreis, Urkundenfälschung, Heldentat, Kindergeld, Schmerzensgeld; Haustür (Nullfuge: Haus-ø-tür); Elektroschock, Bräutigam; eigentlich.
Die Fugenelemente treten auf:
- Nicht bei Komposita, bei denen an erster Stelle ein Adjektiv steht, wohl jedoch bei Komposita von Nomen + Adjektiv (z. B. erfolgsorientiert, liebestoll, mausetot, personenzentriert) oder von Verb + Adjektiv (werbewirksam)
- Ausnahme hierzu: Eigennamen (zum Beispiel Altenburg)
- Ebenfalls nicht bei Komposita, bei denen an erster Stelle ein Adverb oder ein Pronomen steht
- Bei Komposita mit Verben an erster Stelle nur als -e- (zum Beispiel Lesebuch, Ratefuchs)

### Herkunft
In der einschlägigen Literatur werden zumeist zwei mögliche Quellen für Fugenelemente genannt: zum einen stammbildende Suffixe, zum anderen Flexionssuffixe. Im Germanischen verbanden stammbildende Suffixe die sog. Wortwurzel mit Flexionssuffixen und Wortbildungselementen, z. B. ðag-a-z 'Tag': Die Wurzel ðag und das Suffix -a bilden zusammen den Wortstamm, das Flexionssuffix -z markiert Nominativ Singular. Im Althochdeutschen ist aus dem einstigen stammbildenden Suffix ein Fugenelement entstanden, das in sog. eigentlichen Komposita (deren Erstglied keine Flexionsendung aufweist) die Wortbildungskonstituenten verknüpft, z. B. tag+a+sterro ‚Morgenstern‘. Die Hypothese, dass sich alle Fugenelemente außer -(e)s auf stammbildende Suffixe zurückführen lassen, hält der empirischen Überprüfung jedoch nicht stand: Lediglich einige -e-Fugen im Gegenwartsdeutschen lassen sich auf stammbildende Suffixe zurückführen; dieses Fugenelement tritt jedoch nur selten auf und ist nicht mehr produktiv. Die zweite Quelle, nämlich vorangestellte Genitivattribute, ist daher die deutlich wichtigere, z. B. des Tages Licht > Tageslicht. Aus synchroner Sicht haben die Fugenelemente diese Genitivbedeutung jedoch verloren. Zwar stimmen verfugte Erstglieder in vielen Fällen mit der Genitiv- oder Pluralform des entsprechenden freien Wortes überein: des Tages – des Tageslichts; die Hühner – das Hühnerei. In solchen Fällen spricht man von paradigmischen Fugenelementen. Daher wird gelegentlich auch versucht, die produktive Verwendung von Fugenelementen zumindest teilweise semantisch zu erklären. Psycholinguistische Evidenz legt indes den Schluss nahe, dass die Genitiv- bzw. Pluralbedeutung bei der Verarbeitung verfugter Komposita nicht aktiviert wird. Von unparadigmischen Fugenelementen spricht man, wenn das verfugte Erstglied keiner Flexionsform des freien Wortes entspricht. In einigen Fällen lassen sich unparadigmische Fugenelemente auf historische Genitivformen zurückführen (z. B. Schwanengesang: alte Genitivform des Schwanen, heute: des Schwans); vor allem bei zahlreichen mit -s- verfugten Feminina ist dieses jedoch weder historisch noch synchron im Paradigma enthalten (z. B. Geburt-s-tag, Religion-s-freiheit).

### Häufigkeit und Gesetzmäßigkeit der Fugen in Substantivkomposita
Die Fugenelemente sind in deutschen Komposita (Zusammensetzungen) mit deutlich unterschiedlicher Häufigkeit vertreten, je nachdem, ob man gesprochene oder geschriebene Sprache, Gemein- oder Fach-/Wissenschaftssprache und so weiter untersucht. Als Beispiel folgt eine Tabelle, in der die Verteilung der Fugen in Substantivkomposita fachsprachlicher Artikel verschiedener Provenienz dargestellt wird. Die Tabelle enthält zugleich die Anpassung der 1-verschobenen Singh-Poisson-Verteilung, die zeigt, dass die Häufigkeiten, mit denen die einzelnen Fugen auftreten, einer speziellen Form des Diversifikationsgesetzes folgen.
| Rang | Fugenelement   | n(x) | Anteil | NP(x)   |
| ---- | -------------- | ---- | ------ | ------- |
| 1    | -ø- (Nullfuge) | 2405 | 72,8 % | 2402,76 |
| 2    | -(e)s-         | 0489 | 14,8 % | 0532,87 |
| 3    | -(e)n-         | 0321 | 09,7 % | 0258,66 |
| 4    | -e-            | 0043 | 01,3 % | 0083,71 |
| 5    | -er-           | 0023 | 00,7 % | 0020,32 |
| 6    | sonstige       | 0022 | 00,7 % | 0004,68 |

Insgesamt handelt es sich um 3303 Kompositionsfugen, von denen 2405 oder 72,8 % nicht durch eine segmentierbare (lautlich oder schriftlich vorhandene) Einheit im Wort ausgedrückt werden. In der Tabelle steht n(x) für die beobachtete Häufigkeit des betreffenden Fugenelements; % gibt an, wie viel Prozent aller beobachteten Fugen dies sind; NP(x) ist die Häufigkeit des betreffenden Fugenelements, die berechnet wird, wenn man die 1-verschobene Singh-Poisson-Verteilung an die beobachteten Daten anpasst. Ergebnis: die 1-verschobene Singh-Poisson-Verteilung ist für diesen Datenbestand ein gutes Modell mit dem Testkriterium C = 0,0068 (= Diskrepanzkoeffizient), wobei C als gut erachtet wird, wenn es kleiner gleich 0,01 ist. Zur Anpassung des Modells wurden die Ränge 4–6 zusammengefasst.
Die relative Häufigkeit, mit der die verschiedenen Fugenelemente verwendet werden, ist keineswegs immer gleich. So ergab sich in der Untersuchung von Wellmann und anderen (1974), dass in Max Frischs Homo faber das Fugenelement -(e)n- fast doppelt so häufig wie -(e)s- vorkommt. Dieser Befund ergab sich auch bei der Analyse von Neologismen in Frauenzeitschriften des Jahres 1996.
Auch im Fall einer Erzählung von Gabriele Wohmann kann die 1-verschobene Thomas-Verteilung an die Fugen der Substantivkomposita mit sehr gutem Ergebnis angepasst werden:
| Rang | Fugenelement   | n(x) | Anteil  | NP(x) |
| ---- | -------------- | ---- | ------- | ----- |
| 1    | -ø- (Nullfuge) | 75   | 70,09 % | 75,33 |
| 2    | -n-            | 14   | 13,08 % | 14,00 |
| 3    | -s-            | 11   | 10,28 % | 10,20 |
| 4    | -e- (+Umlaut)  | 04   | 03,74 % | 04,56 |
| 5    | -en-           | 02   | 01,87 % | 01,81 |
| 6    | -es-           | 01   | 00,93 % | 01,10 |

Insgesamt handelt es sich um 107 Kompositionsfugen, von denen 75 oder 70,09 % nicht durch eine segmentierbare (lautlich oder schriftlich vorhandene) Einheit im Wort ausgedrückt werden. In der Tabelle steht n(x) für die beobachtete Häufigkeit des betreffenden Fugenelements; % gibt an, wie viel Prozent aller beobachteten Fugen dies sind; NP(x) ist die Häufigkeit des betreffenden Fugenelements, die berechnet wird, wenn man die 1-verschobene Thomas-Verteilung an die beobachteten Daten anpasst. Ergebnis: die 1-verschobene Thomas-Verteilung ist für diesen Datenbestand ein gutes Modell mit dem Testkriterium P = 0,98 (= Überschreitungswahrscheinlichkeit des Chiquadrats), wobei P als gut erachtet wird, wenn es größer/gleich 0,05 ist. (+Umlaut): Die -e-Fuge trat mit und ohne Umlaut auf. (Für ausführlichere Erläuterungen sei auf die angegebene Literatur verwiesen.)

### Distribution
Da eine semantische Motivation, wenn überhaupt, nur bei einem Teil der verfugten Komposita angenommen werden kann, stellt sich die Frage, welche Kriterien über die Verfugung entscheiden. In der Regel haben Muttersprachler des Deutschen „eine klare Intuition darüber, wann und welche Fugenelemente in Komposita zu setzen sind“. Zugleich jedoch gibt es viele Schwankungs- und Zweifelsfälle wie Erbschaft(s?)steuer, Hauptseminar(s?)arbeit oder Namen(s?)forschung; die Beispiele „gehen in die Hunderte.“ Die in populärwissenschaftlicher Literatur, teilweise auch in wissenschaftlicher Literatur bisweilen geäußerte Annahme, dass Fugenelemente der Ausspracheerleichterung dienten, trifft keineswegs auf alle Fugenelemente zu: Gerade das hochproduktive Fugen-s erschwert vielmehr die Aussprache, denn es führt „zu einer Komplexitätssteigerung der Silbenkoda, häufig sogar zu extrasilbischen Einheiten: Mehrheit+s+meinung, Wissenschaft+s+markt.“ In der jüngeren linguistischen Diskussion lassen sich vor allem zwei Positionen unterscheiden: a) Fugenelemente als Indikatoren morphologischer Komplexität, b) Fugenelemente als Indikatoren für schlechte phonologische Wörter.

#### Fugenelemente als Marker morphologischer Komplexität
Fuhrhop zufolge zeigen Fugenelemente die Morphologisierung von Komposita an, die sich umgekehrt auch als Entsyntaktisierung beschreiben lässt. Dabei unterscheidet sie zwischen „syntaktischer“ und „morphologischer“ Komposition, wobei erstere „weitgehend der ‚syntaktischen‘ Konstruktion entspricht“ z. B. (das/ein) Auto waschen – das Autowaschen. Das Fugenelement macht deutlich, dass es sich um ein Kompositum und eben nicht um eine syntaktische Konstruktion handelt, weshalb es auch bei zunehmender Lexikalisierung eines Kompositums eher zu erwarten ist (z. B. Richtung weisend > richtungsweisend). „Bei verfugten Verbindungen handelt es sich immer um zweifelsfreie Komposita.“ Demzufolge zeigen Fugenelemente also an, dass eine ehemalige syntaktische Fügung gleichsam den Weg in die Morphologie vollendet hat.

#### Fugenelemente als Indikatoren „schlechter“ phonologischer Wörter
In einer Reihe jüngerer Arbeiten plädieren Nübling und Szczepaniak dafür, Fugenelemente als prosodisches Mittel zur Optimierung des phonologischen Wortes zu interpretieren. Sie gehen dabei davon aus, dass sich das Deutsche im Laufe seiner Geschichte von einer Silben- zu einer Wortsprache entwickelt hat: Während Silbensprachen dazu tendieren, die Silbe als phonologische Einheit zu optimieren (mit dem Ideal von CV-Silben, d. h. einer Alternanz von Konsonant und Vokal wie in Mama), profiliert eine Wortsprache das phonologische Wort, das in seiner Größe und Form reguliert wird (Trochäus als prototypisches phonologisches Wort: z. B. Mutter, Kanne). Das Fugen-s macht in Komposita die Koda des Erstglieds komplexer und hebt damit den Endrand des phonologischen Wortes deutlicher hervor. Folgerichtig wird vor allem dann verfugt, wenn das Erstglied ein „schlechtes“ phonologisches Wort darstellt, etwa bei einem Erstglied mit unbetontem Präfix (das dem trochäischen Ideal diametral entgegensteht), z. B. Vertrieb – Vertrieb-s-kosten. Anruf hingegen stellt ein prototypisches phonologisches Wort mit trochäischer Struktur dar und wird daher nicht verfugt: Anrufbeantworter, nicht *Anrufsbeantworter. Korpusanalysen auf Grundlage des Archivs W der Korpora des IDS bestätigen diese Tendenz: Während Erstglieder mit unbetontem Präfix (Typ Berúf) zu 85 % verfugt werden, wird bei betonten Präfixen (Typ Ánruf) nur in 36 % der Fälle ein Fugenelement gesetzt.

### Weitere Aspekte der Verwendung von Fugenelementen
Die Verwendung der Fugenlaute folgt dem Sprachgefühl und ist nicht immer einheitlich (vgl. Abschnitt Distribution). Existieren mehrere unterschiedliche Fugen für ein Erstglied, können Neubildungen häufig nur mit einem davon vorgenommen werden, die anderen Formen sind lexikalisiert (etwa: Manneskraft, aber nicht Manneshose, sondern nur Männerhose). Erstglieder mit bestimmten Suffixen wie -keit, -heit, -ion (mit Ausnahme des Erstgliedes Kommunion), -ung und anderen bilden Komposita prinzipiell mit Fugen-s. Komposita, bei denen der erste Teil selbst wieder komplex ist, haben häufig ein s als Fugenelement (Bahnhofs-halle, aber Hof-hund).
In der Rechtssprache ist in Deutschland das Fugen-s üblich:
- Schadensersatz, Schmerzensgeld, Forderungsübergang, Terminsvereinbarung (beim Anwalt); in Österreich dagegen: Schadenersatz und Schmerzengeld, auch Rechtsprechung; und in der Schweiz wiederum: Schadenersatz und Schmerzensgeld
- Arbeitsrecht, Verwaltungsrecht, Arzthaftungsrecht
- mit anderem Fugenzeichen: Lastenübergang, aber ganz ohne: Gefahrübergang

Die offizielle Benennung von Steuern erfolgt in Deutschland und Österreich und der Schweiz ohne Fugen-s. Beispiele:
- Einkommensteuer, aber: Einkommensverteilung
- Ertragsteuer, aber: Ertragssteigerung
- Körperschaftsteuer, aber: Körperschaftsstatus
- Verkehrsteuer, aber: Verkehrszeichen
- Vermögensteuer, aber: Vermögensbildung
- Versicherungsteuer, aber: Versicherungspolice

Übrigens wird das Fugen-s bei Zusammensetzungen mit -besteuerung wieder aktiv.
Daneben gibt es regionale Unterschiede: Beim Fugen-s gibt es einen Nord-Süd-Unterschied. Es tritt manchmal in Österreich, in Süddeutschland und in der Schweiz (oberdeutsches Sprachgebiet) bei Wörtern auf, bei denen es in Norddeutschland (niederdeutsches Sprachgebiet) nicht auftritt, Beispiel: Schweinebraten und Schweinsbraten (wohingegen die Importspezialität Schweinshaxe zum Beispiel im Rheinland statt des einheimischen Eisbeins bzw. Hämmchens auf einer Speisenkarte erscheinen kann, die anderswo als Speisekarte gilt). Bei anderen Wörtern tritt ein Fugenlaut in Österreich nicht auf, Beispiel: Adventkalender gegenüber Adventskalender, oder aber in der Schweiz nicht auf, etwa Jahrzahl gegenüber Jahreszahl. Teilweise sind aber Begriffe, die sich nur durch das Fugen-s unterscheiden, in Deutschland und Österreich mit verschiedenen Bedeutungen belegt. So entspricht der deutsche Zugführer nicht dem österreichischen Zugsführer.
Das Weglassen eines in der Alltagssprache üblichen und als richtig empfundenen Fugen-s ist kennzeichnend für das Amtsdeutsch und findet außer in Behörden insbesondere in der Versicherungswirtschaft Anwendung. So ist offiziell von Schadenmanagement, Verbandkasten, Dreiecktuch, Essenmarke, Offizierheimgesellschaft und Arbeitsuchenden die Rede.
Die Frage, ob das Fugen-s in verfassungsgebende Gewalt, wie es in der Präambel des Grundgesetzes steht, tolerierbar ist, war Gegenstand gegengerichteter Petitionen, mit denen sich Bundesregierung und Bundestag jahrelang beschäftigt haben.
Zu Beginn des 19. Jahrhunderts regte der Schriftsteller Jean Paul an, das Fugen-s solle abgeschafft werden, denn er hielt den s-Laut für unschön und erachtete das Fugen-s für unregelmäßig und unnötig. Also ließ er in den späteren Ausgaben seiner Werke alle Fugen-s eliminieren. Sein Vorhaben stieß auf massiven Widerstand der Brüder Grimm, die das Fugen-s als einen historisch gewachsenen Bestandteil der deutschen Sprache verteidigten.

## Im Englischen
In der englischen Sprache kommen Fugenelemente eher selten vor. Beispiele sind:
-o- wie in speedometer
-s- wie in sportsman
In den meisten Fällen werden Wörter im Englischen nicht zusammengesetzt, sondern gereiht: 
Die Donaudampfschiffahrtsgesellschaft mbH wäre die Danube Steamboat Company Ltd., und bei echten Zusammensetzungen wird ganz überwiegend kein Fugenelement benutzt, zum Beispiel: flint und stone werden zu flintstone. Selten wird ein Bindestrich verwendet, zum Beispiel in speziellen Bezeichnungen wie wall-lettuce (Mauerlattich).

## In anderen germanischen Sprachen
Fugenlaute treten auch in anderen germanischen Sprachen wie Niederländisch, Afrikaans, Norwegisch, Dänisch und Isländisch auf.